# Warszewiczia peltata
Warszewiczia peltata là một loài thực vật có hoa trong họ Thiến thảo. Loài này được Wedd. miêu tả khoa học đầu tiên năm 1854.